# Hyphoraia flavescens
Hyphoraia flavescens är en fjärilsart som beskrevs av Charles Oberthür 1911. Hyphoraia flavescens ingår i släktet Hyphoraia och familjen björnspinnare. Inga underarter finns listade i Catalogue of Life.